# Tecolotepec
Tecolotepec är en ort i Mexiko, tillhörande kommunen Coatepec Harinas i södra delen av delstaten Mexiko. Orten hade 998 invånare vid folkräkningen 2010 och är kommunens sjätte största samhälle.